# 남부대머리따오기
남부대머리따오기(Southern bald ibis)는 남아프리카 산악 지대의 열린 초원이나 반사막에서 발견되는 큰 새이다. 분류학적으로 이 새는 아프리카 북부 지역인 붉은볼따오기와 가장 밀접한 관련이 있다. 이 새의 한 종으로서, 남아프리카 공화국 남부 고지대와 산악 지역에만 서식하는 매우 제한된 서식지를 가지고 있다.
이 크고 광택이 나는 청흑색의 따오기는 깃털이 없는 붉은 얼굴과 머리, 그리고 길고 구부러진 붉은 부리를 가지고 있다. 이 새는 바위와 절벽 사이에서 번식하며, 알 두세 개를 낳아 부화하기 전에 21일 동안 부화한다. 큰 새로 먹이를 먹고 상당한 무리를 지어 둥지를 꾼다. 곤충, 작은 파충류, 설치류, 작은 새를 먹는다. 가끔씩 먹는 울음소리 외에는 소리를 내는 일이 거의 없다.
따오기는 긴 곡선형 부리를 가진 사교적인 긴 다리를 가진 물새로, 한 아과는 저어새과를 형성하고 다른 아과는 저어새아과이다. 두 개의 대머리따오기속 종은 깃털이 없는 얼굴과 머리를 가지고 있으며, 나무보다는 절벽에서 번식하고, 친척들이 사용하는 습지보다 건조한 서식지를 선호한다는 점에서 다른 따오기와 다르다. 이 종은 현재 IUCN 적색 목록에 거의 멸종위기종으로 등재되어 있지만, 당장 멸종위기에 처하지는 않다.

## 묘사
남부대머리따오기는 남아프리카 지역 고지대에 서식하는 드문 새이다. 남아프리카 공화국에서는 이 종의 총 번식 개체수가 약 4,600마리로 추정되었다. 2020년대 기준으로 총 번식 개체수는 6,500마리에서 8,000마리 사이이며, 번식 개체수는 1,600마리에서 2,000마리 사이이다. 그러나 이 종의 생물학에 대해서는 알려진 바가 거의 없다.
깃털은 짙은 녹색이며 녹색, 보라색, 청동색 줄무늬가 있다. 목에는 청록색의 긴 깃털이 있다. 성체가 되면 어깨에는 구리색 음영이 나타난다. 그러나 어린 시절에는 깃털이 주로 칙칙한 회색을 띈다. 이 새의 라틴어 이름인 제론티쿠스 칼부스(Geronticus calvus)는 깃털이 없고 주름진 머리와 얼굴을 가리키는 "대머리 노인"으로 번역된다. 머리는 맨 흰 피부가 분명하기 때문에 이 종을 인식하는 데 중요한 특징이다. 머리 꼭대기에는 붉은 돔 모양의 왕관이 있다. 이 새들의 부리는 아래쪽으로 구부러져 있고 다리와 함께 빨간색이다. 마찬가지로 눈도 주황색-빨간색 음영으로 표시된다.

## 분포 및 서식지
남부대머리따오기는 매우 제한된 서식지를 가진 종이다. 남아프리카 공화국 지역에는 이 종의 번식 조류가 4,600마리에 불과한 것으로 추정된다. 이 종은 남아프리카 공화국 동부 지역에 국한되어 있으며 고지대와 산악 지역에 국한되어 있다. 분포 범위는 레소토의 고지대에서 에스와티니까지 확장된다. 이 새들은 지정된 서식지 내에서 짧은 거리를 이동할 수 있다.
이 새들은 절벽 둥지를 틀고 산면의 탁 트인 지역, 강 협곡, 때로는 폭포 주변에서 번식한다. 번식 서식지는 주로 해발 1,200~2,000m의 산악 초원으로 구성되어 있다. 이 초원 지역은 포유류의 이전 방목으로 인해 늦여름과 초가을에 잎의 영양가가 낮아 "사워"로 분류된다.

## 행동
남부대머리따오기는 큰 무리를 지어 먹이를 먹고 둥지를 틀고 사는 새이다. 이들은 적합한 먹이를 찾기 위해 최대 100마리까지 무리를 지어 이동한다. 식충동물로서 이들의 먹이는 주로 불에 탄 초원에서 발견되는 곤충과 기타 작은 무척추동물로 구성되어 있다. 이 종은 절벽 가장자리에서 둥지를 틀고 대부분의 경우 집단으로 번식한다. 가끔 먹는 소리 외에는 거의 소리를 내지 못한다.

### 울음소리
남부대머리따오기는 비교적 조용한 새로 알려져 있다. 특히 이 종은 약한 폭식 소리를 내는 것으로 알려져 있다. 이는 아프리카의 옛 이름인 "와일드칼코엔(Wilde-Kalkoen)"을 다시 지칭하는 것으로, "야생 칠면조"로 번역된다. 이 새는 둥지 지역과 비행 중에 가장 시끄러운 소리를 낸다. 이 새는 칠면조의 울음소리와 유사한 고음의 keeaaw-klaup-klaup 울음소리를 낸다.

### 먹이
이 종은 식충성이며 주로 곤충과 기타 작은 육상 무척추동물을 먹는다. 채집된 옥수수 밭에서 먹이를 먹거나 과도하게 방목된 목초지와 불에 탄 초원을 번갈아 가며 먹이를 찾는다. 이들은 땅을 따라 걸으며 땅을 쪼고 탐사한다. 먹이의 주요 구성 요소는 줄기뚫이나방의 애벌레이다. 이 새는 또한 배설물과 잎을 뒤집어 애벌레, 메뚜기, 딱정벌레, 지렁이, 달팽이, 때로는 개구리, 작은 죽은 포유류와 새를 포함한 먹이를 찾는다.
7월과 8월 상반기 동안, 알을 낳기 전에 새들은 옥수수 밭에서 먹이를 찾는다. 8월 하반기와 9월 초, 부화 기간 동안 새들은 옥수수 밭, 풀을 뜯은 목초지, 불에 탄 초원을 번갈아 가며 관찰된다. 마지막으로, 9월과 10월의 둥지 단계에서는 옥수수 밭에서 번식하지만, 쟁기질을 한 들판에서는 더 자주 나타난다. 키가 큰 풀에서는 가시가 관찰되는 경우가 드물며 습지 지역에서는 거의 없다. 이 새들은 이동성을 저해하고 먹이를 숨길 가능성이 있기 때문에 키가 큰 풀을 피한다. 이 지역에서는 느린 걸음으로 먹이를 먹이로 삼는 기술이 필요하지만, 이 새는 먹이를 먹기 위해 빠른 걸음으로 걷는 기술을 사용하는 것으로 알려져 있다. 또한 둥지와 매우 가까운 지역에서는 먹이를 찾는 것을 피하는 것으로 보인다.
그들의 주요 먹이 지역인 불에 탄 초원은 영양분의 부족으로 인해 "사워"라고 불린다. 이 지역들은 과도한 잎을 제거하기 위해 1년에서 3년마다 불에 타버린다. 겨울과 봄에는 새로운 성장이 나타나는 불에 탄 지역에서 먹이를 먹으며 이용 가능한 곤충을 찾아다니기도 한다. 이들의 번식기는 이러한 작물의 연소 기간과 관련이 있다. 따라서 성공적인 번식과 생존은 이러한 불에 탄 초원의 가용성에 부분적으로 의존한다.

### 번식
남부대머리따오기는 절벽에 둥지를 틀고 열린 가장자리에서 번식한다. 이 지역의 대부분 접근하기 어려운 특성 때문에 번식기 동안의 관찰은 어렵다. 그러나 이 새들은 주로 군집에서 번식하는 것으로 알려져 있으며, 일부 쌍은 다른 개체들로부터 멀리 둥지를 틀기로 결정한다. 암컷은 7월 말부터 10월 중순까지 어디서든 알을 낳는다. 그 후, 어린 개체들은 10월 중순경과 12월까지 날아갈 깃털을 발달시킨다.
둥지는 주로 막대기와 풀로 이루어져 있다. 평균적으로 이러한 물질의 수집은 첫 번째 알을 낳기 약 2주 전에 시작된다. 첫 번째 알을 낳으면 26일에서 32일 동안 부화한다. 부화한 새들은 부화일 3일 전쯤에 위치를 변경하고 알을 더 자주 회전시킨다. 부화 후 병아리들은 처음 7~10일 동안 역류를 통해 부모의 먹이를 먹는다. 35일 후에는 둥지를 떠나 방황하고 40~50일 후에는 날 수 있지만 여전히 대부분의 시간을 절벽 가장자리나 둥지에서 보낸다.